# Urbina

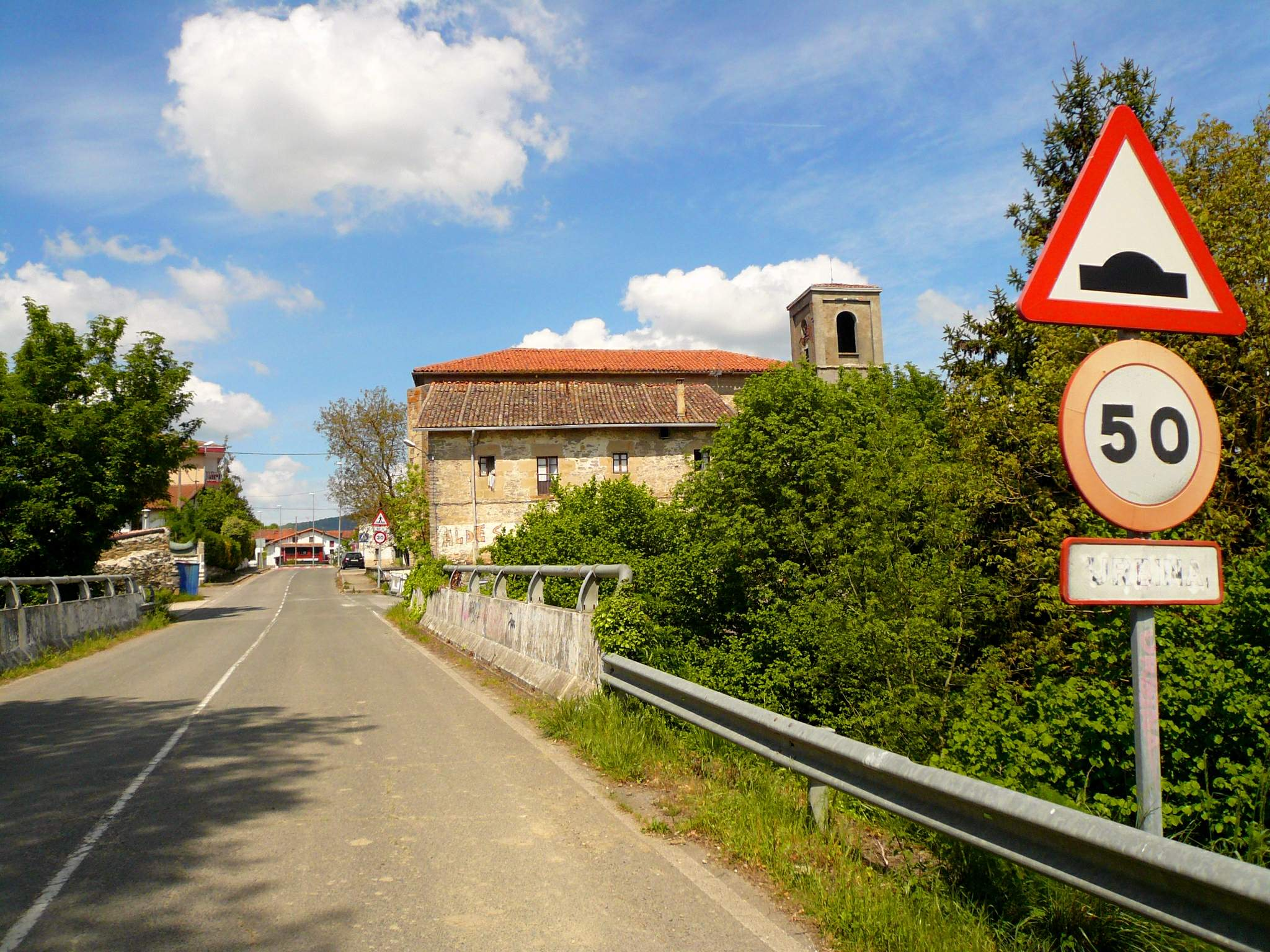
Commune d'Urbina.

Urbina est une commune ou contrée de la municipalité de Legutio dans la province d'Alava, située dans la Communauté autonome basque en Espagne.